# Claudi Frederic t'Serclaes
Claudi Frederic t'Serclaes, comte de Tilly va ser un militar Brabanço. Eix d'una nissaga de militars: el general-mercenari Joan t'Serclaes de Tilly (1559-1632) és el seu besoncle i el príncep Albert Octavius és el seu germà.

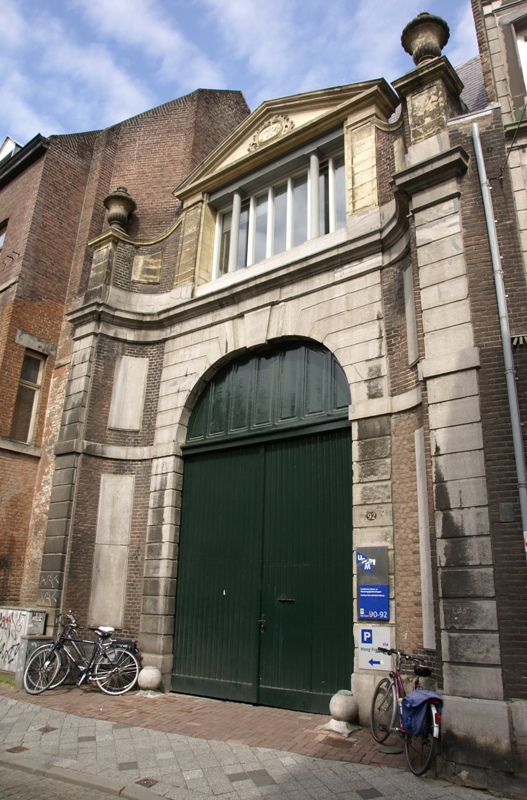
Entrada del Casal Tilly a Maastricht

Fill segon, com era de tradició en les nissagues nobles, els pares el destinaven a la carrera eclesiàstica i li van proposar una funció com a canonge al capítol de la Catedral de Sant Lambert del Principat de Lieja. Va refusar i preferir la carrera militar. Va començar la seva formació a l'exèrcit de França i després va passar a l'exèrcit espanyol, com el seu germà Albert Octavius que hi va fer carrera i terminar com a virrei d'Aragó, però el 1672 va canviar de camp i reincorporar-se a l'exèrcit delstadhouder Guillem III d'Orange-Nassau, cap de l'exèrcit protestant a la República de les Províncies Unides en la guerra contra Espanya. Encara que fos catòlic, Guillem III, que sempre solia tenir més en compte la capacitat i la fiabilitat que la confessió, va promoure'l a tinent general de la cavalleria.
El 1704, després de la mort de Guillem III, va ser promogut general. Tot i això, el seu catolicisme va ser un obstacle i mai no va realitzar la seva ambició d'obtenir el grau de mariscal de camp. Després del Tractat d'Utrecht (1713) en reconeixement dels seus mèrits, va obtenir les funcions lucratives de governador de Namur el 1713, de 's-Hertogenbosch l'any següent, i finalment el 1718 el molt anhelat governadorat de Maastricht.